# مسجد كامبونج تاناه جامبيو
مسجد كامبونج تاناه جامبيو يقع المسجدفي منطقة كامبونج تاناه جامبيو، والتي تبعد حوالي ثمانية عشر كيلومتر من مدينة بندر سري بكاوان عاصمة بروناي .

## البناء
تم البدء في بناء مسجد كامبونج تاناه جامبيو في عام 1978، على موقع مساحة 1.5 فدان، وتم الانتهاء من تشييد المسجد في السابع من شهر ديسمبر من عام 1979، مع نفقات بناء بلغت 600،000.00 دولار .

## الافتتاح
افتتح مسجد كامبونج تاناه جامبيو رسميا من قبل ماهكوتا خريج مودا الحاج حسن على، وذلك في السابع عشر من شهر محرم من عام 1400 هـ الموافق السابع من شهر ديسمبر 1979 .

## استيعاب المسجد
تبلغ قدرات مسجد كامبونج تاناه جامبيو الاسنيعابية حوالي 600 مصلي في وقت واحد، واحدة من التسهيلات المتاحة في المسجد هو عبارة عن مبنى خصص كمكتبة تابعة للمسجد تحوي العديد من الكتب.